# Mauritius International 2002
Die Mauritius International 2002 im Badminton fanden als offene internationale Meisterschaften von Mauritius vom 13. bis zum 15. September 2002 in Beau Bassin-Rose Hill statt.

## Austragungsort
- Stadium Badminton Rose Hill, National Badminton Centre, Duncan Taylor Street

## Sieger und Platzierte
| Disziplin    | Gold                              | Silber                                | Bronze                                    |
| ------------ | --------------------------------- | ------------------------------------- | ----------------------------------------- |
| Herreneinzel | Conrad Hückstädt                  | Abimbola Odejoke                      | Stewart Carson                            |
| Herreneinzel | Conrad Hückstädt                  | Abimbola Odejoke                      | Martyn Lewis                              |
| Dameneinzel  | Michelle Edwards                  | Amrita Sawaram                        | Karen Foo Kune                            |
| Dameneinzel  | Michelle Edwards                  | Amrita Sawaram                        | Shama Aboobakar                           |
| Herrendoppel | Matthew Hughes Martyn Lewis       | Stephan Beeharry Yogeshsingh Mahadnac | Édouard Clarisse Geenesh Dussain          |
| Herrendoppel | Matthew Hughes Martyn Lewis       | Stephan Beeharry Yogeshsingh Mahadnac | Stewart Carson Dorian James               |
| Damendoppel  | Felicity Gallup Joanne Muggeridge | Shama Aboobakar Martine de Souza      | Priscilla Pillay-Vinayagam Bhavna Sawaran |
| Damendoppel  | Felicity Gallup Joanne Muggeridge | Shama Aboobakar Martine de Souza      | Anusha Dajee Amrita Sawaram               |
| Mixed        | Matthew Hughes Joanne Muggeridge  | Stephan Beeharry Shama Aboobakar      | Geenesh Dussain Martine de Souza          |
| Mixed        | Matthew Hughes Joanne Muggeridge  | Stephan Beeharry Shama Aboobakar      | Hyder Aboobakar Anusha Dajee              |